# Мир (Горностаївка)

Попередня емблема клубу

«Мир» — український футбольний клуб із села Горностаївка Новотроїцького району Херсонської області. Виступав у Чемпіонатах України серед аматорів 2008, 2009, 2010, 2014 та 2015 років, Кубку Ліги. З 2011 по 2019 роки (з перервою на сезон 2014/15) мав професійний статус і виступав у Другій лізі чемпіонату України.

## Досягнення
- Переможець Чемпіонату України серед аматорів: 2010
- Переможець Чемпіонату Херсонської області (5): 1995, 1997, 2005, 2006, 2007,
- Срібний призер Чемпіонату Херсонської області (5): 1996, 2001, 2008, 2010, 2014
- Бронзовий призер Чемпіонату Херсонської області: 1998
- Переможець Кубку Херсонської області (2): 2006, 2007
- Фіналіст Кубку Херсонської області (3): 1996, 2008, 2014
- Переможець Відкритого кубку Асоціації футболу АР Крим: 2017, 2018
- Срібний призер Відкритого кубку Асоціації футболу АР Крим: 2019

## Виступи в чемпіонатах України
| 2011–12                         | Друга «Б» | 7 з 14  | 26 | 13 | 7  | 6  | 36 | 26 | 46 | 1/64 фіналу           |        |
| 2012–13                         | Друга «Б» | 6 з 13  | 24 | 13 | 3  | 8  | 37 | 33 | 42 | відмовився від участі |        |
| 2012–13                         | Друга «2» | 6 з 6   | 10 | 1  | 3  | 6  | 5  | 13 | 6  | відмовився від участі | 2 етап |
| 2013–14                         | Друга     | 14 з 19 | 36 | 11 | 4  | 21 | 32 | 27 | 37 | 1/16 фіналу           |        |
| не мав професіонального статусу |           |         |    |    |    |    |    |    |    |                       |        |
| 2015–16                         | Друга     | 11 з 14 | 26 | 8  | 3  | 15 | 38 | 47 | 27 | 1/16 фіналу           |        |
| 2016–17                         | Друга     | 9 з 17  | 32 | 13 | 9  | 10 | 39 | 31 | 48 | 1/16 фіналу           |        |
| 2017–18                         | Друга «Б» | 5 з 12  | 33 | 14 | 11 | 8  | 47 | 30 | 53 | 1/64 фіналу           |        |
| 2018–19                         | Друга «Б» | 5 з 10  | 27 | 14 | 3  | 10 | 42 | 31 | 45 | 1/16 фіналу           |        |

## Відомі гравці
- Віталій Візавер
- Іван Доценко